# Пам'ятки національного значення Донецької області
Нижче наведено перелік пам'яток культурної спадщини національного значення Донецької області.
| №  | Фото | Назва                                      | Дата                                  | Місце | Тип                                | Охоронний номер |
| -- | ---- | ------------------------------------------ | ------------------------------------- | --- | ---------------------------------- | --------------- |
| 1  |      | Амвросіївська стоянка і кістковище бізонів | 1,5 млн — 10 тис. років до н. е.      | Донецький район (до 2020 Амвросіївський район, м. Амвросіївка                                                | археологічна пам'ятка              | 050001-N        |
| 2  |      | Музей-садиба В. І. Немировича-Данченко     | 1903                                  | Нескучне (Волноваський район) (до 2020 Великоновосілківський район), село Нескучне, вул. Немировича-Данченка | історична пам'ятка                 | 050002-N        |
| 3  |      | Пам'ятник Артему)                          | 1927                                  | Краматорський район, м. Святогірськ                                                                          | пам'ятка монументального мистецтва | 050003-N        |
| 4  |      | Святогірське городище                      | V–IX століття                         | Краматорський район (до 2020 Слов'янський район), село Богородичне                                           | археологічна пам'ятка              | 050004-N        |
| 5  |      | Теплинське городище                        | V–IX століття                         | Краматорський район (до 2020 Слов'янський район), село Богородичне                                           | археологічна пам'ятка              | 050005-N        |
| 6  |      | Царине городище                            | V–XIII століття                       | Краматорський район (до 2020 Слов'янський район), село Маяки                                                 | археологічна пам'ятка              | 050006-N        |
| 7  |      | Сидорівське городище                       | V–XIII століття                       | Краматорський район (до 2020 Слов'янський район), село Сидорове                                              | археологічна пам'ятка              | 050007-N        |
| 8  |      | Курганний могильник                        | 3 тисячоліття до н. е. — XIV століття | Старобешівський район (до 2020 Слов'янський район), селище Колоски                                           | археологічна пам'ятка              | 050008-N        |
| 9  |      | Курганний могильник «Могила Чорна»         | 3 тисячоліття до н. е. — XIV століття | (до 2020 Слов'янський район), село Стахівське (до 2024 Петрівське)                                           | археологічна пам'ятка              | 050009-N        |
| 10 |      | Могила Паші Ангеліної                      | 1959                                  | Кальміуський район (до 2020 Старобешівський район), селище Старобешеве                                       | історична пам'ятка                 | 050010-N        |
| 11 |      | Курганний могильник                        | 3 тисячоліття до н. е. — XIV століття | Волноваський район (до 2020 Тельманівський (Бойківський) район), село Гранітне                               | археологічна пам'ятка              | 050011-N        |
| 12 |      | Курган «Могила Чорна»                      | 3 тисячоліття до н. е. — XIV століття | Маріупольський район (до 2020 Тельманівський (Бойківський) район), село Федорівка                            | археологічна пам'ятка              | 050012-N        |
| 13 |      | Меморіальний комплекс на Савур-Могилі      | 1943, 1967—1975                       | Горлівський район (до 2020 Шахтарський район), село Саурівка                                                 | історична пам'ятка                 | 050013-N        |

## Список історико-культурних заповідників
- Святогірський державний історико-архітектурний заповідник